# الحزب الجمهوري الإسلامي (إيران)
الحزب الجمهوري الإسلامي (بالفارسية: حزب جمهوری اسلامی) حزب سياسي في إيران، تشكل في 18 من شباط منتصف عام 1979 من قِبل أتباع مرشد الثورة الإسلامية الإيرانية روح الله الخميني و بمساندة منه، لأجل مساعدة الثورة الإسلامية وإقامة حكومة دينية في إيران.

## التاريخ
أسس الحزب بعد أسبوعين من الثورة الإسلامية في إيران بناء على طلب روح الله الخميني.
أسس الحزب خمسة من أعضائه هم:
1. محمد جواد باهنر.
2. محمد بهشتي.
3. أكبر هاشمي رفسنجاني.
4. علي خامنئي.
5. عبد الكريم الموسوي الأردبيلي.

كان في الحزب بالإضافة إلى مؤسسيه الخمس، 25 عضواً، منهم حسن آيات، أسد الله بادامچيان ، عبد الله جاسبي، مير حسين موسوي، حبيب الله عسكر أولادي، السيد محمود كاشاني، المهدي عراقي وعلي درخشان.
و عقد الحزب أول مؤتمر له عام 1980 في طهران.

## أسباب تشكيل الحزب
يذكر مؤسسو الحزب علل قيامهم بتأسيس هذا الحزب بقولهم: «إن تجارب الحركات السياسية في المائة عام الماضية في إيران ينبغي أن تكون قد اقنعت الجميع بأننا تلقينا الضربات الساحقة بسبب افتقارنا إلى تنظيمات قوية وإن الحزب يجب أن يبقى القوة الأصلية والأساسية للثورة الإيرانية».

## تفجير مكتب الحزب
في يوم 28 يونيو 1981مـ، وقع تفجير مدوٍ في المقر الرئيسي للحزب الجمهوري الإسلامي (IRP) في طهران، أثناء انعقاد اجتماع لقادة الحزب. ولقي ثلاثة وسبعون مسؤولاً بالحزب الجمهوري الإسلامي مصرعهم، ومن بينهم قاضي القضاة آية الله محمد بهشتي، (ثاني أقوى الشخصيات في الثورة بعد آية الله الخميني آنذاك). ويُعتقَد أن منظمة مجاهدي خلق الإيرانية هي المسؤولة عن الهجوم.

## انحلال
تمّ انحلال الحزب في مايو 1987 مـ بإشارة من روح الله الخميني، مؤسس الجمهورية الإسلامية بسبب خلافات داخلية. ويقال أن سبب الانقسامات الرئيسية في الحزب، هو تعارض في أفكار أعضاء الحزب حول نوع الموقف الاقتصادي في إدارة المجتمع.